# Glaucina bilineata
Glaucina bilineata är en fjärilsart som beskrevs av Grossbeck 1912. Glaucina bilineata ingår i släktet Glaucina och familjen mätare. Inga underarter finns listade i Catalogue of Life.